# Melanie Martinez
Melanie Adele Martinez (New York, 1995. április 28. –) amerikai énekesnő, dalszerző, színésznő, rendező, fényképész. A The Voice tehetségkutató műsor harmadik évadában tűnt fel.
2015-ös nagylemeze kétszeres platinalemez lett. "Sippy Cup", "Mad Hatter", "Mrs. Potato Head", "Cry Baby", "Pacify Her" és "Soap" című dalai mind arany minősítést értek el az Egyesült Államokban, "Dollhouse" és "Pity Party" című dalai pedig platina minősítést értek el.

## Élete
Melanie Adele Martinez 1995. április 28.-án a Queens-i Astoriában, Mery és Jose Martinez gyermekeként, akik Dominikából és Puerto Ricóból származnak. Mikor Martinez négy éves volt, családja a New York-i Baldwinba költözött. Gyerekkorában Brandy, Britney Spears, Shakira, a Beatles, Tupac Shakur, Biggie Smalls és Christina Aguilera zenéjét hallgatta. Már fiatal korában énekesnő akart lenni.
A Plaza Elementary School-ba járt. Itt tanára, Mr. Nadien tanította énekelni, az óvodában pedig már verset írt. Elmondása szerint gyerekkorában kevés barátja volt, és "nagyon érzelmes" volt. Fényképezni és festeni tanult. Mivel gyerekként nagyon érzékeny volt, a többiek "bőgőmasinaként" utaltak rá, amelyből ihletet merített első nagylemezéhez.
"Hagyományos latin háztartásban" nőtt fel, ahol szégyellte magát, ha a szexualitásról beszélt. Úgy érezte, hogy nem fogadják el, ha bejelenti biszexualitását. Elmondása szerint családja most már teljesen elfogadja ezt.
Tizennégy éves korában kezdett gitározni tanulni. A Baldwin Senior High School tanulójaként érettségizett.
Biszexuális.

## Hatásai
Hatásainak a Beatles-t, a Neutral Milk Hotelt, Feist-et, Kimbrát, Zooey Deschanelt, Regina Spektort és CocoRosie-t tette meg. Kedvenc albumainak Fiona Apple The Idler Wheel... című lemezét, illetve Ariana Grande' Yours Truly és My Everything című albumait jelölte meg. Zenéjére hatással volt a hip-hop műfaja is, ugyanis az apja gyakran játszott ilyen zenét, amikor Martinez gyermek volt.
Nagy hatással volt rá Tim Burton is. Martinez elmondása szerint egy filmet készíteni vele "maga lenne az álom".

## Zenei stílusa
Zenéit a pop, alternatív pop, art pop, electropop, emo pop, és dark-pop stílusokba sorolják.

## Diszkográfia
Albumok
- Crybaby (2015)
- K-12 (2019)
- PORTALS (2023)

Ep-k
- Dollhouse (2014)
- Crybaby's Extra Clutter (2016)
- After School (2020)

## Filmográfia

### Film
| Év   | Cím  | Szerep   | Megjegyzés                                    |
| ---- | ---- | -------- | --------------------------------------------- |
| 2019 | K-12 | Cry Baby | Író, rendező, jelmeztervező és zeneszerző is. |

### Televízió
| Év   | Cím       | Szerep             | Megjegyzés |
| ---- | --------- | ------------------ | ---------- |
| 2012 | The Voice | Önmaga / Versenyző | 3. évad    |

### Web-sorozat
| Év        | Cím          | Szerep | Megjegyzés              |
| --------- | ------------ | ------ | ----------------------- |
| 2019–2020 | Extra Credit | Önmaga | YouTube Premium sorozat |